# デルトイド
- 数学 > 幾何学 > 曲線 > 輪転曲線（英語版） > 内トロコイド > 内サイクロイド > デルトイド

円の回転によってデルトイドが描かれる様子

シムソン線（赤）は、スタイナーのデルトイド（青）に接する

幾何学において三芒形（さんぼうけい、英: deltoid; デルトイド）または三尖形（さんせんけい、英: tricuspoid; トリカスポイド）あるいはスタイナーの曲線 (Steiner curve) は、三尖点内擺線（三つの尖点（カスプ）を持つ内サイクロイド）として得られる閉曲線をいう。原義は 希: delta（Δ）あるいは tri-（三つの）+cusp（尖点）に接尾辞の -oid（―擬き）がついたものである。